# Brain Structure and Function
Brain Structure & Function, abgekürzt Brain Struct. Funct., ist eine wissenschaftliche Fachzeitschrift, die vom Springerverlag veröffentlicht wird. Die Zeitschrift wurde im Jahr 1892 unter dem Titel Anatomische Hefte: Referate und Beiträge zur Anatomie und Entwicklungsgeschichte gegründet. Darin aufgegangen ist im Jahr 1919 das Archiv für Anatomie und Physiologie – Anatomische Abteilung, das im Jahr 1826 unter dem Titel Archiv für Anatomie und Physiologie gegründet wurde und 1876 in eine anatomische und eine physiologische Abteilung geteilt wurde.
Von 1921 bis 1974 hieß die Zeitschrift Zeitschrift für Anatomie und Entwicklungsgeschichte, zwischen 1945 und 1947 erschien die Zeitschrift nicht.
Von 1974 bis 2006 hieß die Zeitschrift Anatomy and Embryology: Zeitschrift für Anatomie und Entwicklungsgeschichte. Seit 2007 heißt die Zeitschrift Brain Structure & Function. Es werden Arbeiten aus dem Bereich der Hirnforschung veröffentlicht.
Der Impact Factor lag im Jahr 2014 bei 5,618. Nach der Statistik des ISI Web of Knowledge wird das Journal mit diesem Impact Factor in der Kategorie Anatomie und Morphologie an zweiter Stelle von 20 Zeitschriften und in der Kategorie Neurowissenschaften an 30. Stelle von 252 Zeitschriften geführt.